# Борисов, Владимир Николаевич
Владимир Николаевич Борисов (1901—1984) — высокопоставленный советский политработник, полковник (1944). В 1940—1941 годах имел воинское звание армейский комиссар 2-го ранга.

## Молодость и Гражданская война
Родился в семье русского священника.
Участник Гражданской войны. С 1918 года служил в Сибирской армии А. В. Колчака, в том числе в квартальной охране. В августе 1919 года бежал из колчаковской армии и близ станции Эмба вступил в Красную Армию. Участвовал в боевых действиях на Восточном фронте в составе 9-го кавалерийского полка РККА.

## Межвоенный период
Член РКП(б) с 1922 года. После войны продолжил службу в РККА в качестве политработника. С 1926 — начальник организационной части политотдела 4-й Туркестанской стрелковой дивизии. С января 1927 — старший инструктор по партийной работе организационного отдела политуправления САВО. С ноября 1929 — инструктор пропаганды политотдела 1-й отдельной Кавказской особой бригады имени И. В. Сталина. С мая 1930 — военком 23-го стрелкового полка. Затем служил в 64-й стрелковой дивизии: с марта 1931 — заместитель начальника политотдела дивизии, а с ноября 1932 — начальник политотдела и помощник командира дивизии по политчасти. С декабря 1932 — военком 61-го кавалерийского полка.
В марте 1933 переведён из РККА начальником политотдела МТС, которые были учреждены в январе того же года.
С февраля 1935 вновь на службе в РККА — начальник политотдела 4-й стрелковой дивизии и помощник её командира по политчасти. В апреле 1936 зачислен в распоряжение Управления по командному и начальствующему составу РККА.
В июле 1937 уволен в запас.
12 декабря 1937 года избран депутатом Верховного Совета СССР 1 созыва. С мая 1938 года по февраль 1939 года — первый секретарь Молдавского областного комитета КП(б) Украины. Через некоторое время был восстановлен в кадрах РККА и назначен членом Военного совета Киевского особого военного округа. С октября 1940 года — заместитель начальника Главного управления политической пропаганды Красной Армии. В этой должности Борисов и встретил войну.

## Аресты
Война застала Борисова в ПрибОВО, где он находился в командировке. 24 июня по его настоянию было принято решение о переходе 16-го стрелкового корпуса в наступление с целью отбить занятый противником Каунас. Наступление закончилось окружением корпуса. Затем Борисов убыл в Москву с докладом об обстановке на фронте.
11 июля 1941 года Борисов был арестован по личному распоряжению Мехлиса Л.З. на основании доноса о сокрытии при вступлении в ряды Красной Армии в 1919 году информации об отце священнике Борисове Н.И. По версии следствия, он поддался панике и самовольно убыл в Москву из района боевых действий, в докладах руководству положение на фронте обрисовывал в мрачных тонах и распространял пораженческие слухи. Кроме того следствие установило, что Борисов скрывал своё происхождение, службу в Белой армии, а также факт полумесячного нахождения под арестом за укрывательство дезертира в 1920 году и не указывал эту информацию в анкетах и автобиографиях. Это было квалифицировано как мошенничество. Обвинения были квалифицированы по статьям 169 и 193-22 УК РСФСР.
17 сентября 1941 года дело Борисова заслушала выездная сессия ВКВС. Обвинение в самовольном оставлении поля сражения по статье 193-22 судьи сочли недоказанным. В тот же день решением ВКВС Борисов был признан виновным в мошенничестве и осуждён к 5 годам ИТЛ и лишению воинского звания. Наказание отбывал в Печорском ИТЛ.
18 февраля 1944 года решением Президиума Верховного Совета СССР досрочно освобождён со снятием судимости. Тогда же восстановлен в РККА с присвоением ему звания полковника. Участвовал в должности заместителя командира 266-й стрелковой дивизии в освобождении Польши и взятии Берлина.
По окончании войны с ноября 1945 года он был военным комендантом Лейпцига, сменив на этом посту генерал-лейтенанта Труфанова Николая Ивановича. В конце 1947 года уволен в запас.
5 января 1948 года вновь был арестован. Содержался в Сухановской тюрьме и подвергался пыткам с целью добиться компромата на Жукова Г.К. Допросы проводил, в том числе, лично Абакумов В.С. Но так как никаких признаний и ложных обвинений не добились, то опять использовали старое обвинение о сокрытии сведений об отце-священнике.  Постановлением ОСО при МГБ СССР от 7 сентября 1949 года по обвинению в проведении антисоветской агитации осуждён на 5 лет ИТЛ. Срок отбыл полностью. 10 июля 1954 года решением Пленума Верховного Суда Союза ССР полностью реабилитирован по обоим делам.

## Награды
- два ордена Ленина (01.03.1939, 30.04.1947).
- три ордена Красного Знамени (22.01.1941, 13.05.1945, 6.11.1945).
- медаль «За оборону Москвы».
- медаль «За взятие Берлина».
- ряд других медалей СССР.
- Орден «Крест Грюнвальда» 3-й степени (Польша).

## Воинские звания
- Бригадный комиссар (2.01.1936[4])
- Корпусной комиссар (4.07.1939[4])
- Армейский комиссар 2-го ранга (20.06.1940[4])
- Полковник (1944)